# Zhang Miao
Zhang Miao (nome original: 张 淼; Binzhou, 12 de agosto de 1988) é um ciclista olímpico chinês. Miao representou o seu país em keirin durante os Jogos Olímpicos de Verão de 2012, em Londres.